# Georgia Timken Fry
Pour les articles homonymes, voir Fry.
Georgia Timken Fry, née le 3 février 1864 et morte le 8 septembre 1921, est une peintre américaine. Elle s'est spécialisée dans les paysages et en particulier sur les paysages avec des moutons.

## Biographie
Née Georgianna Timken le 3 février 1864 à Saint Louis, dans le Missouri, elle est la fille de Henry Timken (en), riche homme d'affaires et fondateur de la Timken Roller Bearing Company, et de Fredericka Heinzelman. Elle a huit frères et sœurs,.
Elle étudie au Lindenwood College (en) de Saint Charles, dans le Missouri et à l'École des Beaux-Arts de Saint Louis (en). Elle épouse l'un de ses professeurs, le peintre John Hemming Fry, en juillet 1891. Le couple s'installe à Paris, où elle étudie auprès de plusieurs artistes, dont Harry Thompson, Aimé Morot, Jean-Charles Cazin et August Friedrich Schenck,.

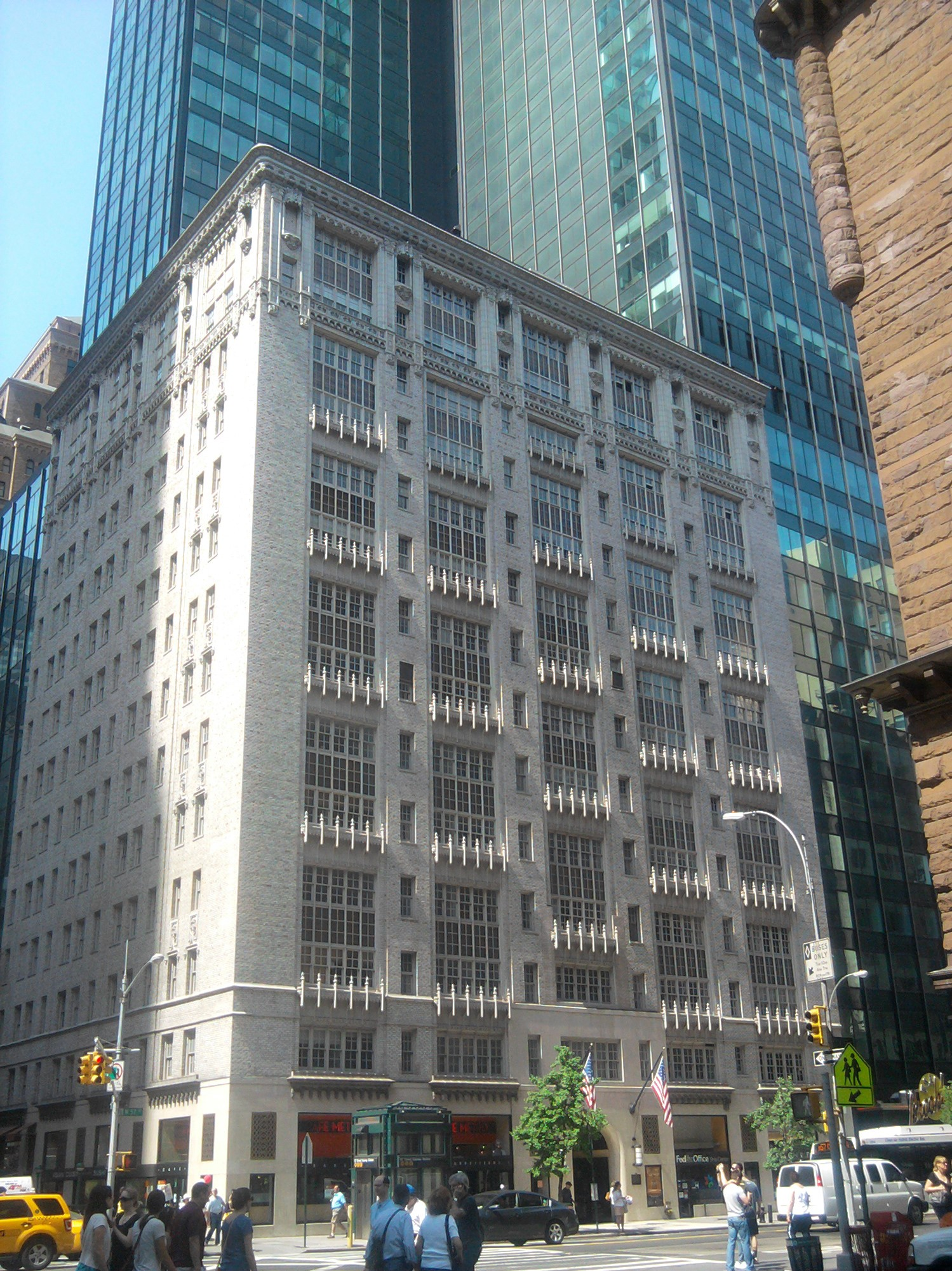
Le Rodin Studios en 2011(Manhattan, New York City).

En 1916, les Fry, avec le peintre Lawton S. Parker, fondent le Rodin Studios (en), un immeuble coopératif destiné à fournir des logements et des studios aux artistes à Manhattan. Le bâtiment, conçu par Cass Gilbert, ouvre ses portes l'année suivante. Les Fry occupent un grand appartement au dernier étage.
Lors d'un voyage à Pékin avec une amie, Georgia Timken Fry meurt de la peste bubonique le 8 septembre 1921.